# Liesse-Notre-Dame
Liesse-Notre-Dame település Franciaországban, Aisne megyében. Lakosainak száma 1265 fő (2022. január 1.). Liesse-Notre-Dame Chivres-en-Laonnois, Gizy, Mâchecourt, Marchais, Missy-lès-Pierrepont és Pierrepont községekkel határos.

## Népesség
A település népességének változása:
| Lakosok száma | 1396 | 1464 | 1395 | 1202 | 1307 | 1297 | 1298 | 1281 | 1270 | 1265 |
|               | 1968 | 1982 | 1990 | 2006 | 2013 | 2015 | 2017 | 2019 | 2020 | 2022 |